# Kjederquistska gården
Kjederquistska gården (även stavat Kjederqvistska gården) är en gård belägen vid Bredgatan 17 i centrala Lund, bestående av ett gathus, två gårdslängor och ett gårdshus. Gathuset och norra gårdslängan byggdes 1794. En gårdslänga i söder byggdes 1812, följt av ett hus i tomtens västra ände 1813. Husen har senare byggts om under 1800- och 1900-talen. Gården anses representativ för en handelsgård under den här tidsperioden. Den 3 april 1979 byggnadsminnesmärktes gården.